# Blauwe knolgordijnzwam
De blauwe knolgordijnzwam (Cortinarius caerulescens) is een ectomycorrhizavormende schimmel die tot de familie Cortinariaceae gerekend wordt. Hij komt voornamelijk voor in loofbossen, waar deze op loofbomen zoals eiken en de beuk groeit. 

## Kenmerken

### Uiterlijke kenmerken
Hoed
De blauwe knolgordijnzwam heeft een gewelfde tot uitgespreide hoed met een diameter van tussen de zes en tien centimeter. De hoed heeft een mat oppervlak met een violette tint. De basiskleur is grijsblauw, maar naarmate de paddenstoel ouder wordt verbleekt de kleur tot okerbruin of bleekoker. 
Lamellen
Onder de hoed zitten de lamellen die een blauwige tot donderbruine kleur hebben. 
Steel
De steel is grijsblauw van kleur, maar deze verbleekt gedurende zijn leven waarna hij een wittig-bruine kleur heeft. Hij is tussen de acht en tien centimeter lang bij twee centimeter breed. Onder de steel zit een knolvoet die tussen de drie en vier centimeter breed is. 
Geur en smaak
Het vlees aan de binnenkant van de paddenstoel heeft een kleur variërend van bleekblauw tot crème-oker. De paddenstoel is niet sterk ruikend en heeft een melige smaak. Andere bronnen beschrijven de geur als licht aards en de smaak als mild.
Sporenafdruk
De sporenafdruk is roestbruin.

### Microscopische kenmerken
De sporen zijn amandelvormig, wrattig, dextrinoïde en meten 8,5-10 × 5-5,5 μm.

## Verspreiding
In Nederland komt de blauwe knolgordijnzwam zeldzaam voor. Hij staat op de rode lijst in de categorie 'Gevoelig' 